# La Llagonne
La Llagonne là một xã ở tỉnh Pyrénées-Orientales trong vùng Occitanie, phía nam nước Pháp. Xã này nằm ở khu vực có độ cao trung bình 1657 mét trên mực nước biển.